# Ascens (Star Trek: Voyager)
"Ascens" (títol original en anglès "Rise") és el dinovè episodi de la tercera temporada i el 61è del total de la sèrie de televisió de ciència-ficció estatunidenca Star Trek: Voyager. Va ser dirigit per Robert Scheerer amb un guió de Jimmy Diggs i Brannon Braga. Fou emès a la televisió el 26 de febrer de 1997 a la cadena UPN. This episode focuses on the characters Neelix and Tuvok on an away mission. It was written by Brannon Braga from a story by Jimmy Diggs, and directed by Robert Scheerer.
Ambientada al segle XXIV, la sèrie segueix les aventures de la tripulació de la Flota Estel·lar i els Maquis de la nau estel·lar USS Voyager després de quedar encallats al Quadrant Delta a desenes de milers d’anys llum de distància de la resta de la Federació. Aquest episodi se centra en els personatges Neelix i Tuvok en una missió fora de la nau. dIntenten ajudar uns extraterrestres, però quan la seva llançadora s'estavella, han d'evacuar amb ascensor espacial. Tanmateix, durant el viatge cap amunt, troben dificultats inesperades amb els extraterrestres que intenten ajudar, fins i tot mentre intenten gestionar la seva pròpia relació.

## Resum
La història de Jimmy Diggs es va inspirar en la pel·lícula de 1965 El vol del fènix.
Aquest episodi és conegut per estar ambientat en un ascensor espacial.

## Argument
La Voyager intenta ajudar un planeta bombardejat per asteroides mortals, però vaporitzar els asteroides resulta impossible. Un astrofísic local, el Dr. Vatm, contacta amb la Voyager i comença a explicar que els asteroides són artificials, però la seva connexió es talla bruscament.
Tuvok i Neelix són assignats a buscar el Dr. Vatm, però a causa de turbulències, la seva llançadora s'estavella al planeta. Després que el Dr. Vatm i un miner anomenat Hanjuan els trobin, discuteixen com contactar amb la Voyager. Neelix veu un ascensor espacial de maglev en la distància i el suggereix com a sortida. Ell i Tuvok el reparen i tots comencen a ascendir, però sorgeixen nombrosos problemes. Quan el Dr. Vatm mor inesperadament, Neelix i Tuvok han d'identificar l'assassí.
A la Voyager, la tripulació descobreix que els asteroides són enviats per l'Ordre Etanià, que té la intenció de crear un desastre natural per obligar els habitants del planeta a marxar per poder colonitzar-lo. A l'ascensor, Tuvok i Neelix descobreixen que un traïdor anomenat Sklar havia estat amagant un bloc de dades amb informació tàctica sobre una nau alienígena. Després que ells i els supervivents restants siguin rescatats, la tripulació de la Voyager obliga els etanians atacants a retirar-se utilitzant aquesta informació.
Durant aquest episodi, Neelix s'enfronta a Tuvok per la seva actitud altiva, i els dos arriben a una millor entesa.

## Actors convidats
- Alan Oppenheimer - Ambaixador Nezu
- Lisa Kaminir - Lillias
- Kelly Connell - Sklar
- Tom Towles - Dr. Vatm
- Geof Prysirr - Hanjuan
- Gary Bullock - Goth

## Recepció
El 2004, "Trek Today" va dir que "Tim Russ i Ethan Phillips van fer una feina fantàstica mantenint l'interès" i que va funcionar com un episodi de relació. Assenyalen que també era una història d'acció, però amb una història "climàtica però dolça d'aprendre a conviure" per a Tuvok i Neelix.
En una crítica del 2020 per Tor.com, van dir que aquest episodi era bo com a episodi independent de Voyager, amb un gran concepte de ciència-ficció (la corda espacial) i una mica d'acció. Tanmateix, tenien algunes reserves sobre la dinàmica entre Tuvok i Neelix després de "Tracte just" i "Tuvix". En general, van donar a l'episodi un 5 sobre 10.
El 2021, Comic Book Resources va destacar "Ascens" com a exemple d'un episodi ambiciós de la tercera temporada que presentava "conceptes de ciència-ficció fiables de maneres noves i interessants".

## Mitjans domèstics
Aquest episodi es va publicar en DVD el 6 de juliol de 2004 com a part de Star Trek Voyager: Complete Third Season, amb àudio Dolby 5.1 surround. El DVD de la temporada 3 es va publicar al Regne Unit el 6 de setembre de 2004.
El 2017, la sèrie de televisió completa Star Trek: Voyager es va publicar en una caixa recopilatòria de DVD, que l'incloïa com a part dels discs de la temporada 3.